# Ann Cleeves
Ann Cleeves (ur. 24 października 1954 w Hereford) – brytyjska pisarka, autorka kryminałów.

## Życiorys
W 1979 ukończyła studia na University of Liverpool. W 2006 za powieść Czerń Kruka otrzymała nagrodę literacką Duncan Lawrie Dagger. 
W 1977 poślubiła Tima Cleevesa. Para ma dwie córki. Mąż pisarki umarł nagle w 2017 roku. Mieszka we wsi Holywell w hrabstwie Northumberland. 

## Twórczość

### Powieści

#### SeriaPalmer-Jones
1. A Bird In The Hand (1986)
2. Come Death and High Water (1987)
3. Murder In Paradise (1988)
4. A Prey To Murder (1989)
5. Sea Fever (1991)
6. Another Man's Poison (1992)
7. The Mill On The Shore (1994)
8. High Island Blues (1996)

#### SeriaInspector Ramsay
1. A Lesson In Dying (1990)
2. Murder In My Backyard (1991)
3. A Day In The Death Of Dorothea Cassidy (1992)
4. Killjoy (1993)
5. The Healers (1995)
6. The Baby Snatcher (1997)

#### SeriaVera Stanhope
1. Przynęta (The Crow Trap, 1999; wyd. pol. Amber, 2013)
2. Droga przez kłamstwa (Telling Tales, 2005; wyd. pol. 2013)
3. Ukryta głębia (Hidden Depths, 2007; wyd. pol. 2013)
4. Stłumione głosy (Silent Voices, 2011; wyd. pol. 2014)
5. Szklany pokój (The Glass Room, 2012; wyd. pol. 2014)
6. Ulica milczenia (Harbour Street 2014; wyd. pol. 2015)
7. Pułapka na ćmy (The Moth Catcher 2015; wyd. pol. 2023)
8. Mewa (The Seagull, 2017; wyd. pol. 2023)
9. Mrok tej nocy (The Darkest Evening, 2020; wyd. pol. 2024)
10. Przypływ (The Rising Tide 2022; wyd. pol. 2024)
11. The Dark Wives (2024)

#### Seria szetlandzka
1. Czerń Kruka (Raven Black, 2006; wyd. pol. Amber, 2009)
2. Biel nocy (White Nights, 2008; wyd. pol. Amber, 2010)
3. Czerwień kości (Red Bones, 2009; wyd. pol. Czwarta Strona, 2019)
4. Błękit błyskawicy (Blue Lightning, 2010; wyd. pol. Czwarta Strona, 2019)
5. Martwa woda (Dead Water, 2013; wyd. pol. Czwarta Strona, 2019)
6. Mgliste powietrze (Thin Air, 2014; wyd, pol. Czwarta strona, 2020)
7. Grząska ziemia (Cold Earth, 2016; wyd. pol. Czwarta strona, 2020)
8. Dziki ogień (Wild Fire, 2018; wyd. pol. Czwarta Strona, 2020)

#### SeriaDwie rzeki
1. Długi zew (The Long Call, 2019; wyd. pol. Czwarta Strona, 2021)
2. Krzyk czapli (The Heron's Cry, 2021; wyd. pol. Czwarta Strona, 2022)
3. The Raging Storm (2023)

#### Inne
- Uśpieni i martwi (The Sleeping and the Dead 2001; wyd. pol. Czwarta Strona, 2024)
- Zmory przeszłości (Burial of Ghosts 2003; wyd. pol. Czwarta Strona, 2023)

### Zbiory opowiadań
- Crime Writers: A Decade of Crime (wraz z 6 innymi autorami, 2013)
- Offshore (2014)

### Literatura faktu
- The Library Book (wraz z 13 innymi autorami, 2012)

## Ekranizacje
Od 2011 roku wytwórnia ITV Studios emituje serial Vera, oparty na twórczości Ann Cleeves, z Brendą Blethyn w roli tytułowej. Od 2013 roku ta sama wytwórnia emituje także serial Shetland, na podstawie serii "Kwartet Szetlandzki", gdzie w rolę Jimmy'ego Pereza wciela się Douglas Henshall.